# Jakob Jantscher
Jakob Jantscher, född 8 januari 1989, är en österrikisk fotbollsspelare som spelar för ASK Voitsberg.

## Klubbkarriär
I mars 2021 förlängde Jantscher sitt kontrakt i Sturm Graz fram till 2023.
Den 30 augusti 2023 värvades Jantscher av Hong Kong Premier League-klubben Kitchee. I juni 2024 återvände han till Österrike och skrev på för nyuppflyttade 2. Liga-klubben ASK Voitsberg.

## Landslagskarriär
Jantscher debuterade för Österrikes landslag den 6 juni 2009 i en 1–0-förlust mot Serbien. Han var med i Österrikes trupp vid fotbolls-EM 2016.